# Lillipathes lillei
Lillipathes lillei is een Antipathariasoort uit de familie van de Schizopathidae. De wetenschappelijke naam van de soort is voor het eerst geldig gepubliceerd in 1923 door Totton.